# Aaron Judge
Aaron James Judge (Sacramento, 26 april 1992) is een Amerikaans professioneel honkbalspeler die speelt voor de New York Yankees in de Major League Baseball. Hij speelt als buitenvelder. In 2017 werd hij unaniem verkozen tot Rookie of the Year in de American League. In 2022 vestigde hij het record voor meeste homeruns geslagen in één seizoen in de American League, met 62 homeruns. Daarmee verbeterde hij het 61 jaar oude record van Roger Maris. Hij werd in datzelfde jaar verkozen tot meest waardevolle speler van de American League.

## Carrière

### Draft en Minor League
Judge werd in de Major League Baseball-draft van 2013 in de eerste ronde, met de 32e keuze geselecteerd door de New York Yankees. Hij tekende bij de Yankees een contract met een tekenbonus van $1.8 miljoen. In het seizoen 2013 kwam Judge niet in actie, door een gescheurde musculus quadriceps femoris.
In 2014, 2015 en de eerste helft van 2016 speelde Judge voor verschillende filialen van de New York Yankees.

### New York Yankees (2016-heden)
Op 13 augustus 2016 maakte Judge zijn debuut in de MLB voor de New York Yankees, in een wedstrijd tegen de Tampa Bay Rays. Hij sloeg in zijn eerste slagbeurt direct een homerun. De slagman vóór Judge, Tyler Austin, maakte ook zijn debuut in de MLB en sloeg óók een homerun. Het was de eerste keer in de historie van de MLB dat twee debuterende teamgenoten in dezelfde wedstrijd een homerun sloegen in hun eerste slagbeurt. Ook in zijn tweede wedstrijd voor de Yankees sloeg Judge een homerun, waarmee hij pas de tweede speler in de historie van de Yankees was die in zijn eerste twee wedstrijden een homerun sloeg, na Joe Lefebvre in 1980.

## Privé
In december 2021 trouwde Judge met zijn vriendin Samantha Bracksieck.
Judge stond op de cover van het spel MLB The Show 18.